# 齿轮 (电视剧)
《齿轮》(法語：Engrenages)是一部法国剧电视剧，于2005年12月13日在Canal+首播的电视剧。